# John Heard (Bassist)
John William Heard (* 3. Juli 1938 in Pittsburgh, Pennsylvania; † 8. Dezember 2021 in Los Angeles)
war ein amerikanischer Bassist des Modern Jazz und Bildhauer. „Mit seinem satten Drive und einem großen Ton, den er auf jedem beliebigen Punkt explodieren lassen kann“, zählt er nach Martin Kunzler zu den großen Begleitern auf dem Kontrabass.

## Leben und Wirken
Heard spielte zunächst Alt- und Baritonsaxophon, bevor er mit 14 Jahren als Autodidakt auf den Kontrabass wechselte. Er spielte als Schüler in einer Band mit Tommy Turrentine, Booker Ervin, Horace Parlan und J. C. Moses und wurde gleichzeitig in den bildenden Künsten am Carnegie Museum of Art seiner Heimatstadt gefördert. Nach seiner Dienstzeit in der US-Luftwaffe in Deutschland studierte er in seiner Heimatstadt. Nach einer Zwischenstation in Buffalo zog er nach Kalifornien, wo er zunächst mit Hendricks, Lambert & Ross arbeitete; dann wirkte er als Hausbassist im Half Note-Club in San Francisco, wo er Musiker wie Wes Montgomery oder Al Jarreau begleitete. Ende der 1960er Jahre wurde er Mitglied in den Bands von Sonny Rollins, Jean-Luc Ponty und Randy Weston. Danach war er als Bassist für Ahmad Jamal (1972 bis 1978) und parallel bei Count Basie tätig, dessen Orchestra er von 1974 bis 1976 angehörte. Langjährig spielte er weiterhin mit so unterschiedlichen Musikern wie mit George Duke (1974), Louis Bellson (1977 bis 1982) und ab 1977 auch mit Oscar Peterson oder der Bigband von Toshiko Akiyoshi. Außerdem arbeitete er mit Cal Tjader, Joe Williams, Nancy Wilson, Bobby Hutcherson, Barney Kessel, Eddie Lockjaw Davis und George Cables. Er wirkte zudem an Aufnahmen von Charles Owens, Buddy Montgomery, Charlie Byrd, Johnny Griffin, Joe Henderson, Kenny Burrell, Tete Montoliu, Pharoah Sanders, Harold Land, Bill Perkins, Bud Shank oder Cleanhead Vinson mit.
Ab 1988 war Heard für mehrere Jahre fast ausschließlich als Bildhauer tätig, kehrte aber wieder zur Musik zurück. Er war Teil der Jazzszene von Los Angeles.

## Diskographische Hinweise
- George Duke Feel (1974)
- Count Basie/Zoot Sims Duke Basie and Zoot (1975)
- Ahmad Jamal One (1978)
- The London Concert (1978, mit Oscar Peterson und Louis Bellson)
- George Cables Phantom of the City (1985)
- John Heard, Tom Ranier, Sherman Ferguson : Back to Back (1987)
- Bubi Chen, John Heard, Tootie Heath: Bubi di America (1984)
- John Heard & Co. The Jazz Composers’s Song Book (2005)

## Lexigraphische Einträge
- Leonard Feather, Ira Gitler: The Biographical Encyclopedia of Jazz. Oxford University Press, New York 1999, ISBN 0-19-532000-X.
- Martin Kunzler: Jazz-Lexikon. Band 1: A–L (= rororo-Sachbuch. Bd. 16512). 2. Auflage. Rowohlt, Reinbek bei Hamburg 2004, ISBN 3-499-16512-0.